# 1202 هـ
1202 هـ هي سنة في التقويم الهجري امتدت مقابلةً في التقويم الميلادي بين سنتي 1787 و1788.

## مواليد
- الإمام فيصل بن تركي ثاني إمام للدولة السعودية الثانية.
- فريتاخ
- محمد بن علي السنوسي

## وفيات
- حسن بن علي الكفراوي
- لطف الله الأرضرومي
- مستقيم زاده